# Taylor Spreitler

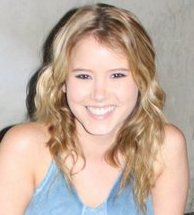
Taylor Spreitler (2010)

Taylor Danielle Spreitler (* 23. Oktober 1993 in Hattiesburg, Mississippi) ist eine US-amerikanische Schauspielerin und ehemaliges Model. Spreitler spielte die Rolle der Mia McCormick in der NBC-Seifenoper Zeit der Sehnsucht von Januar 2009 bis Juni 2010. Von 2010 bis 2015 spielte sie die Figur Lennox in der Sitcom Melissa & Joey.

## Leben
Taylor Spreitler wurde in Hattiesburg, Mississippi, geboren und verbrachte ihre Kindheit in Wiggins, Mississippi, und zog später nach Amory, Mississippi. Momentan lebt sie in Los Angeles.
Sie begann ihre Karriere als Model einer landesweiten Werbekampagne für Motrin. Danach war sie in mehreren Werbespots zu sehen, darunter auch solche für Hess und Chuck E. Cheese’s. Auch als Sängerin trat Spreitler auf, so vor einem großen Publikum im Vorprogramm des Liberty Bowl auf ESPN.
Im Januar 2009 unterschrieb Spreitler einen Dreijahresvertrag, in dem sie sich als Schauspielerin für die Rolle der Mia McCormick in der Seifenoper Zeit der Sehnsucht verpflichtete. Die letzte Folge mit ihrer Beteiligung lief bereits Ende Juni 2010, nachdem sie aus dem Vertrag entbunden wurde. Im August 2010 startete die Sitcom Melissa & Joey, in der Spreitler bis zum Ende der Serie die freigeistige Jugendliche Lennox spielte, die bei ihrer Tante Mel (Melissa Joan Hart) lebt. 2012 übernahm sie die Hauptrolle der Angela im Lifetime-Fernsehfilm Stalked at 17. Im selben Jahr spielte sie in der Komödie 3 Day Test Lu Taylor, die Tochter von Martin (George Newbern), der seine Familie zu Weihnachten drei Tage lang im Haus ohne Elektrizität einsperrt. 2013 war sie als Mckenzie Chase in dem Thriller The Contractor zu sehen.
2014 spielt sie an der Seite von Peter Coyote, Mackenzie Phillips und Amy Price Francis im Indie-Drama The Secret Place. Dieses basiert auf einer wahren Begebenheit und schildert die Geschichte einer 15-Jährigen, die im Internet sexuell belästigt wird und aufgrund ihres Verhaltens von den Eltern in eine Therapieeinrichtung eingewiesen wird.
2015 absolvierte sie einen Gastauftritt in Bones – Die Knochenjägerin. Im selben Jahr wurde sie auch für eine Rolle in der Serie Casual des Videostreamingdienstes Hulu gecastet. Zwischen 2016 und 2018 spielte sie in den USA in der neuen Serie von Kevin James, Kevin Can Wait, die Rolle der Tochter von Kevin James.

## Filmografie (Auswahl)
- 2005, 2012: Law & Order: Special Victims Unit (Fernsehserie, 2 Episoden)
- 2007: All Souls Day (Kurzfilm)
- 2009–2010: Zeit der Sehnsucht (Days of our Lives, Fernsehserie, 139 Episoden)
- 2010–2015: Melissa & Joey (Fernsehserie, 104 Episoden)
- 2012: Never Fade Away (Fernsehserie, 4 Episoden)
- 2012: Der Feind in meinem Bett – Sag Kein Wort! (Stalked at 17, Fernsehfilm)
- 2012: 3 Day Test
- 2013: The Contractor
- 2014: Category 5 (Fernsehfilm)
- 2015: Bones – Die Knochenjägerin (Bones, Fernsehserie, Staffel 10, Episode 20: Schmerzkekse)
- 2015: Criminal Minds (Fernsehserie, Staffel 11, Episode 6: Pariahville)
- 2015: Casual (Fernsehserie, 6 Episoden)
- 2015: Girl on the Edge
- 2016–2018: Kevin Can Wait (Fernsehserie, 48 Episoden)
- 2017: Amityville – The Awakening
- 2018: Leprechaun Returns (Fernsehfilm)
- 2020: Driven to the Edge (Fernsehfilm)
- 2020–2023: Young Sheldon (Fernsehserie, 4 Episoden)

## Auszeichnungen
2010 war Spreitler für einen Young Artist Award in der Kategorie Beste Schauspielerin in einer Daytime-Fernsehserie für ihre Rolle in Zeit der Sehnsucht nominiert.